# Guy Thomas Buswell
Guy Thomas Buswell (auch Guy T. Buswell; * 21. Januar 1891 in Lincoln, Nebraska; † 27. Mai 1994 ebenda) war ein US-amerikanischer Psychologe.

## Leben

### Familie und Ausbildung
Guy Thomas Buswell, Sohn des aus Virginia stammenden Ministers der United Brethren Church Reverend William Mann Buswell (1851–1930) und dessen Ehegattin Malissa Mary Harritt (1852–1933), erwarb 1913 am York College in Nebraska den akademischen Grad eines Bachelor of Arts. Buswell wandte sich im Anschluss dem Studium der Psychologie an der University of Chicago zu, dort erhielt er 1920 einen Master of Arts, 1926 erfolgte seine Promotion zum Ph. D.
Buswell heiratete 1917 die aus dem Bundesstaat Ohio gebürtige Eva May Stuckey (1890–1981). Dieser Verbindung entstammten die Kinder Margaret Mary sowie John Thomas. Buswell verstarb im Frühjahr 1994 103-jährig in seiner Geburtsstadt Lincoln.

### Beruflicher Werdegang
Guy Thomas Buswell war während seiner Studienzeit an der University of Chicago als Instructor of Education am York College angestellt. Nach seiner Teilnahme am Ersten Weltkrieg im Signal Corps folgte er 1919 dem Ruf als Assistant Professor of Educational Psychology an die Hamline University nach Saint Paul in Minnesota. Im Folgejahr wechselte Buswell in der gleichen Funktion an die University of Chicago, wo er 1924 zum Associate Professor, 1927 zum Full Professor befördert wurde. 1949 wechselte er in der gleichen Position an die Berkeley University, 1958 trat er in den Ruhestand. Zuletzt wirkte er 1958 als Gastprofessor an der Johns Hopkins University, von 1960 bis 1962 als Executive Secretary der American Educational Research Association sowie von 1963 bis 1964 als Special Assistant des Dean of School Education an der Berkeley University.
Bekannt wurde Buswell insbesondere durch seine bahnbrechenden Untersuchungen zur Psychophysiologie des Lesens und seine Forschungen über das Lehren und Lernen von Arithmetik. Als Mitglied der American Psychological Association, der American Educational Research Association, der Society of College Science Teachers, der Phi Beta Kappa und der Phi Delta Kappa, zählt zu den Pionieren der pädagogischen Psychologie. In Anerkennung seiner Verdienste um seine Fachgebiete erhielt er die Ehrendoktorwürden des York College sowie der University of Nebraska-Lincoln.

## Schriften
- An experimental study of the eye-voice span in reading, Thesis (PH. D.)--University of Chicago, 1920, University of Chicago, Chicago, Ill., 1920
- Fundamental reading habits : a study of their development, in: Supplementary educational monographs, no. 21., University of Chicago, Chicago, Ill., 1922
- A laboratory study of the reading of modern foreign languages, in: Publications of the American and Canadian Committees on Modern Languages, v. 2., Macmillan, New York, 1927
- How people look at pictures; a study of the psychology of perception in art, The University of Chicago Press, Chicago, Ill., 1935
- How adults read, in: Supplementary educational monographs, pub. in conjunction with the School review and the Elementary school journal, no. 45, The University of Chicago Press, Chicago, Ill., 1937
- Remedial reading at the college and adult levels; an experimental study, in: Supplementary educational monographs, pub. in conjunction with The school review and The elementary school journal, no. 50, The University of Chicago Press, Chicago, Ill., 1939
- Arithmetic we need, Ginn, Boston, 1961